# 사이온지 킨시게
사이온지 킨시게 (일본어: 西園寺公重 さいおんじ きんしげ[*])는 가마쿠라 시대 후기부터 난보쿠초 시대에 걸쳐 살은 공경이자 가인이다. 내대신 사이온지 사네히라의 차남이다. 곤다이나곤 사이온지 킨무네의 이복동생이다. 관위는 정2위 내대신 (북조), 태정대신 (남조)이다. 치쿠린인(竹林院)・호쿠잔(北山)이라고도 칭했다.

## 약력
쇼츄 2년 (1325년) 12월에 원복하고, 같은 시기에 종4위상 시종에 서임되었다. 고다이고 천황의 신임도 두터웠고, 이후 계속 승진하여 가랴쿠 3년 (1328년) 9월, 종3위에 서임되어 공경의 반열에 올랐다. 겐코 원년/겐토쿠 3년 (1331년) 1월에 토사노곤노카미, 2월에 참의ㆍ좌중장, 10월에 곤츄나곤에 임명되었고, 겐코 2년/쇼쿄 원년 (1332년) 9월에 종2위로 승진했다. 다음달에는 황태자 야스히토 친왕의 춘궁다이부를 겸하였으나, 겐코 3년/쇼코 2년 (1333년) 5월, 고곤 천황이 폐하는 바람에, 다이부 자리에서도 물러나게 되었다.

## 가계
- 아버지 : 사이온지 사네히라 (1290 - 1326)
- 어머지 : 집안 하녀 (? - 1347년)
- 아내 : 종3위 이쿠코(行子) ?
- 생모 미상의 자녀
  - 아들 : 사이온지 사네나가 (1334 - 1355)
  - 딸 : 사이온지 킨시게의 딸 - 조케이 천황의 중궁
  - 아들? : 사이온지 킨토시 (? - 1379?) - 이요 사이온지씨의 시조

## 참고문헌
- 오기 타카시『新葉和歌集―本文と研究』카사마 서원, 1984년, ISBN 9784305101815
- 모리 시게아키「北朝と室町幕府」（『増補改訂 南北朝期公武関係史の研究』시분카쿠출판, 2008년, ISBN 9784784214167）
- 하시모토 요시카즈「建武政権転覆未遂の真相（Ⅲ）―東西同時蜂起計画の信憑性」（『政治経済史学』제503호 일본정치경제사학연구소, 2008년 9월, NCID AN0012728X）